# Zbarzyk
Zbarzyk (niem. do 1918 r. Sophienhof) – przysiółek wsi Zbarzewo w Polsce, położony w województwie wielkopolskim, w powiecie leszczyńskim, w gminie Włoszakowice. Wchodzi w skład sołectwa Zbarzewo.
W latach 1975–1998 przysiółek administracyjnie należał do województwa leszczyńskiego.
W okresie międzywojennym w miejscowości stacjonowała placówka Straży Granicznej I linii „Zbarzyk”.